# واين تشيري
واين تشيري (بالإنجليزية: Wayne Cherry)‏ هو مصمم أمريكي، ولد في 1937 في إنديانابوليس في الولايات المتحدة.